# Vallariopsis lancifolia
Vallariopsis lancifolia  là một loài thực vật có hoa trong họ La bố ma. Loài này được (Hook.f.) Woodson miêu tả khoa học đầu tiên năm 1936.